# Теодорос Руссопулос
Теодорос Руссопулос (грец. Θεόδωρος Ρουσόπουλος; нар. 13 вересня 1963, Кипарисія) — грецький політик. Він був державним міністром та прес-секретарем уряду від 7 березня 2004 до 23 жовтня 2008 року, а також одним з найближчих помічників прем'єр-міністра Костаса Караманліса.

## Освіта
Навчався в Лабораторії професійної журналістики (Εργαστήρι Επαγγελματικής Δημοσιογραφίας), перед продовженням курсу журналістики в Оксфордській академії. Він є випускником Грецького відкритого університету, де він навчався у відділі з вивчення грецької культури гуманітарного факультету.

## Кар'єра
Його публіцистична діяльність починається в 1984 році в лівій щоденній газеті Eleftherotypia, де він працював до 1995. За цей час він працював у щомісячному журналі Elle. З 1989 по 1999 він працював на радіостанції Mega Channel, особливо у програмі «7+7». З 1987 по 1989, він працював на радіостанції Athena 98,4 FM, а в 1999 — на телевізійній станції Star Channel. Він є лауреатом нагороди від Botsi Foundation, Союзу турецьких журналістів (за найкращу європейську телевізійну передачу).
Його політична кар'єра почалася в 2000 році з призначенням на посаду прес-аташе «Нової демократії». Після загальних виборів 2004 року, він був призначений державним міністром та прес-секретарем уряду Костаса Караманліса.
Як державний міністр, Roussopoulos відповідав за Генеральний секретаріат зв'язку та Генеральний секретаріат інформації (скасований в 2004 році, його функції включені до Міністерства у справах друку та засобів масової інформації).
У жовтні 2008 року він залишив свою міністерську посаду у зв'язку із звинуваченнями в причетності до скандалу. Всі парламентські комітети і судовий розгляд зроблений висновок, що Руссопулос не брав жодної участі в цьому питанні. Тим не менш, політична шкода його репутації підштовхнула його до відставки.

## Особисте життя
Він одружений з журналісткою Марою Захареа (Μάρα Ζαχαρέα), має двох дітей, Василісу і Анну.